# Amt Neverin
Im Amt Neverin sind zwölf Gemeinden zur Erledigung ihrer Verwaltungsgeschäfte zusammengeschlossen. Das Amt liegt im Landkreis Mecklenburgische Seenplatte im Süden Mecklenburg-Vorpommerns (Deutschland). Es umschließt halbkreisförmig die Kreisstadt Neubrandenburg. Der Amtssitz befindet sich in Neverin.
Als unmittelbares Einzugsgebiet von Neubrandenburg wird das Gebiet des Amtes Neverin gern als Wohnort genutzt. Die Gemeinden sind überwiegend landwirtschaftlich geprägt, der Tourismus spielt insbesondere am Tollensesee eine Rolle. Durch das Amt Neverin führt die Ostseeautobahn 20, in Trollenhagen befindet sich der Flughafen Neubrandenburg.

## Die Gemeinden mit ihren Ortsteilen
- Beseritz
- Blankenhof mit Chemnitz und Gevezin
- Brunn mit Dahlen, Ganzkow und Roggenhagen
- Neddemin mit Hohenmin
- Neuenkirchen mit Ihlenfeld, Luisenhof und Magdalenenhöh
- Neverin mit Glocksin
- Sponholz mit Warlin und Rühlow
- Staven mit Rossow
- Trollenhagen mit Buchhof und Podewall
- Woggersin
- Wulkenzin mit Neuendorf und Neu Rhäse
- Zirzow

## Politik

### Wappen, Flagge, Dienstsiegel
Das Amt verfügt über kein amtlich genehmigtes Hoheitszeichen, weder Wappen noch Flagge. Als Dienstsiegel wird das kleine Landessiegel mit dem Wappenbild des Landesteils Mecklenburg geführt. Es zeigt einen hersehenden Stierkopf mit abgerissenem Halsfell und Krone und der Umschrift „AMT NEVERIN * LANDKREIS MECKLENBURGISCHE SEENPLATTE“.

## Persönlichkeiten
- Heiko Kärger (* 1960), Leitender Verwaltungsbeamter des Amtes Neverin 1992 bis 2009